# Wolfhard von Ehrenfels

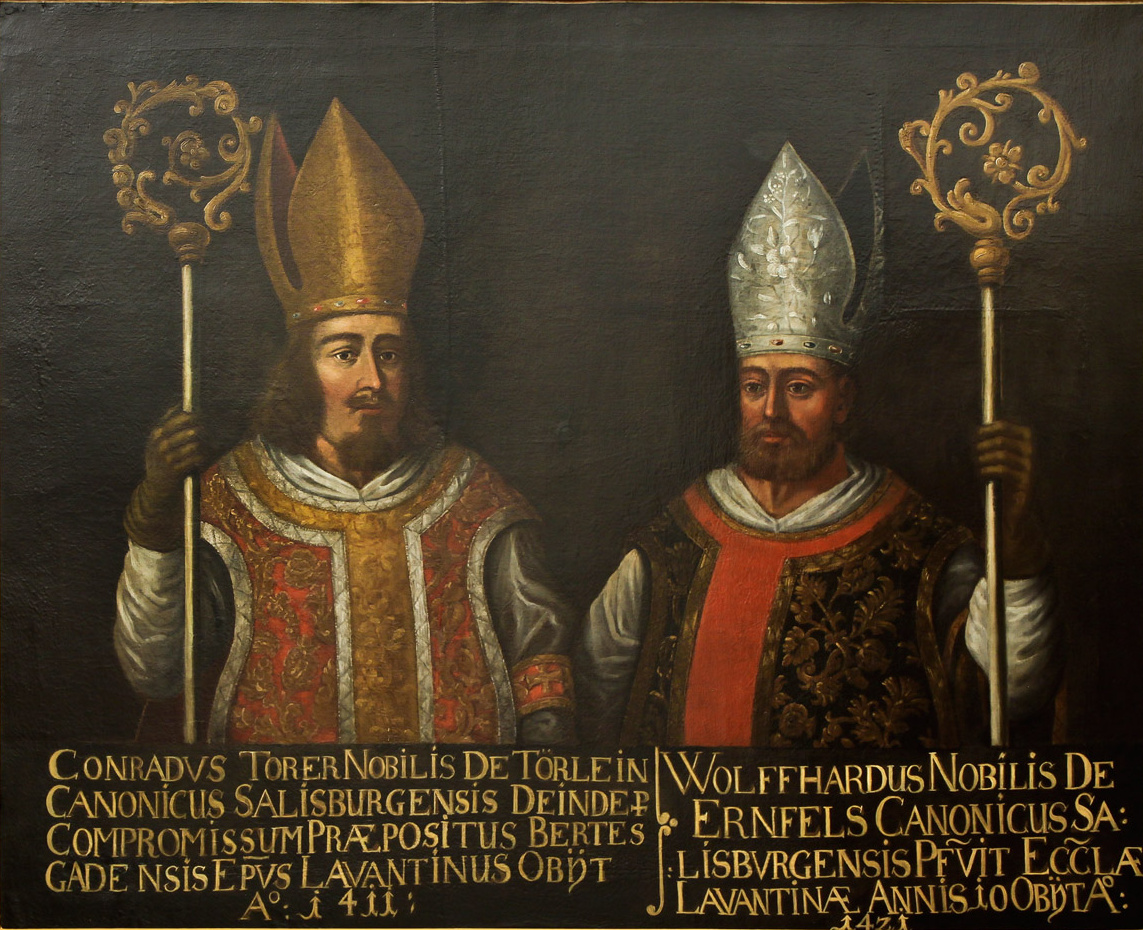
Li. Konrad Torer von Törlein und re. Wolfhard von Ehrenfels (verm. 17. Jahrhundert)

Wolfhard von Ehrenfels († nach dem 5. Mai 1421) war Bischof von Lavant.
Er stammte aus einem steirischen Ministerialengeschlecht, welches die Burg Ehrenfels besaß und studierte 1377 in Wien Rechtswissenschaften. Danach wurde er Kaplan unter König Wenzel, 1378 wurde er durch Papst Urban VI. zum Administrator des Bistums Basel ernannt und 1381 zum Bischof geweiht.
Über seine Amtszeit in Basel ist nichts überliefert, da er sich als Ortsfremder nicht durchsetzen konnte.
Nachdem er auch die Unterstützung des Königs verloren hatte, resignierte er auf das Bistum zugunsten des vom Domkapitel gewählten Imer von Ramstein. 1389 wurde er Pfarrer von Kammern im Liesingtal in der Steiermark, 1404 Archidiakon der oberen Mark und 1407 Domherr von Salzburg. Am 1. April 1411 wurde er durch den Salzburger Erzbischof Eberhard III. von Neuhaus zum Bischof von Lavant ernannt. 1418 nahm er an der Provinzialsynode in Salzburg teil, auf der die Salzburger Suffraganbischöfe ein Bündnis zur Verteidigung ihrer Rechte gegen Übergriffe von Laien schlossen.